# Croissant-Rouge arabe syrien
Pour les articles homonymes, voir CRAS.
Le Croissant-Rouge arabe syrien (ou SARC, Syrien Red Arab Crescent) est une association d'aide humanitaire syrienne fondée en 1942. Elle est l'une des 190 sociétés nationales du Mouvement international de la Croix-Rouge et du Croissant-Rouge.
Durant la Guerre civile syrienne, elle est très controversée : complètement sous le contrôle du régime syrien et de ses services secrets, elle n'opère que dans les zones tenues par le régime et est accusée de détourner l'aide humanitaire internationale.

## Histoire
Le Croissant-Rouge arabe syrien a pour président d'honneur Bachar el-Assad. L'organisation est supervisée par le ministre d’État aux affaires du Croissant-Rouge.
Elle est d'abord présidée par Abd al-Rahman al-Attar, un grand homme d'affaires proche du régime syrien.
Le Croissant-Rouge arabe syrien intervient pendant la guerre civile syrienne, avec l'aide du Comité international. Lorsque des villes sont prises au régime par l'armée syrienne libre, le régime syrien dissout les branches locales et rappelle ses employés. Des médecins et volontaires sont également arrêtés par le régime. Elle est ensuite, de fait, presque exclusivement active dans les zones aux mains du régime syrien. Ce qui amène le développement localement d'autres organisations de secours, notamment les Casques blancs.
Lors des trêves entre le régime et une zone aux mains de l'opposition, les ambulances du Croissant-Rouge ont théoriquement le droit d'entrer dans cette zone, mais l'accord n'est en général pas obtenu.
En novembre 2017 puis en février 2018, pendant la bataille de la Ghouta orientale, l'organisation est autorisée par le régime à entrer dans l'enclave rebelle assiégée pour y distribuer de l'aide humanitaire et évacuer quelques malades et blessés. Une liste de 500 patients souffrant de maladies graves ou nécessitant des soins urgents ne pouvant être prodigués dans l'enclave assiégée avaient été établies par les médecins plusieurs mois auparavant.

## Controverses

### Proximité avec le régime syrien
Selon plusieurs observateurs et anciens bénévoles, le Croissant-Rouge Arabe syrien est étroitement affilié au régime syrien, et a de fortes connexions avec les services de renseignements syriens,. Les responsables sont nommés ou approuvés par le régime. Au début de la révolution, le directeur est Adbel-Rahman al-Attar, rattaché à une branche des services de sécurité.
Selon le militant syrien Majd al-Dik, « l'organisation est entièrement placée sous la coupe des services de renseignement ». Sous couvert de neutralité, ses membres se retrouvent alors paralysés, incapables d'agir et ne sont que rarement capables de fournir des secours en dehors des zones gouvernementales ou lors des massacres. Des ambulances sont notamment réquisitionnées par les agents de la sureté d’État, à bord desquelles ils montent pour tirer sur des civils.
Selon l'Union des organisations de secours et soins médicaux, 90% voire 95% de l'aide humanitaire envoyée au Croissant-Rouge arabe syrien est confisquée par le régime. Le CICR minimise ces chiffres, mais dit les prendre en compte, les allégations très au sérieux,.

### Distribution d'aide humanitaire en dehors de la supervision de l'ONU
Selon le Center for Strategic and International Studies et selon le Syria Justice and Accountability Centre le gouvernement syrien, en contraignant les agences d'aide internationales à œuvre par l'intermédiaire du Croissant-Rouge arabe syrien, a permis à l'organisation, affiliée au régime, de distribuer l'aide humanitaire en dehors de la supervision de l'ONU. Cette situation est unique : selon plusieurs hauts fonctionnaires de l'ONU, la Guerre civile syrienne est le premier conflit où les Nations unies autorisent une unique agence, affiliée à un gouvernement, à acheminer l'aide de l'ONU, qui plus est, sous escorte militaire,,.

### Arrestation de bénévoles suspectés de soutenir l'opposition
Des membres du Croissant-Rouge arabe syrien, plaidant pour une plus large distribution de l'aide humanitaire, ou suspectés de sympathie pour l'opposition, sont expulsés ou arrêtés. Plusieurs, y compris des bénévoles et des femmes, sont arrêtés, détenus et torturés pendant plusieurs mois, d'autres meurent sous la torture où sont portés disparus ; les membres de l'organisation sont sous la surveillance stricte des services de renseignement,.